# Ixora hiernii
Ixora hiernii är en måreväxtart som beskrevs av Scott-elliot. Ixora hiernii ingår i släktet Ixora och familjen måreväxter. Inga underarter finns listade i Catalogue of Life.